# Vatroslav Donegani
Vatroslav (Ignazio/Ognjan/Ognjen) Donegani (Rijeka, 28. ožujka 1836. – Đakovo, 5. srpnja 1899.) bio je hrvatski kipar.
Umjetnik iz riječkog kruga kipara koji djeluje od sredine 19. stoljeća kada dolazi do svojevrsne umjetničke dekadencije i zamiranja skulptorske djelatnosti u Hrvatskoj, a skulpturalne se narudžbe povjeravaju primarno inozemnim kiparima kao što su Austrijanac Anton Dominik Fernkorn i Talijan Antonio Canova. On je u takvim okolnostima, zajedno s nekolicinom pojedinaca kojima pripada i Ivan Rendić, uspio otići izvan granica države na školovanje te, vrativši se u Hrvatsku, istaknuti se svojim djelima za biskupa J. J. Strossmayera i postati jednim od glavnih predstavnika kasnog akademizma nazarenskog smjera u hrvatskom kiparstvu. 

## Životopis
Vatroslav Donegani rođen je u Rijeci 1836. godine kao sin Hrvatice i Talijana, a njegovi talijanski korijeni vidljivi su i u njegovu prezimenu. Jedan dio svog života provodi prvo u rodnoj Rijeci, a kasnije i u Đakovu jer će mu rad na đakovačkoj katedrali odrediti velik dio života. On je kipar koji svoje formalno obrazovanje stječe u Veneciji, a nešto kasnije u Rimu gdje će oblikovati svoj stil kao mješavinu klasicizma, romantizma i realizma. Njegova prva velika narudžba iz 1861. godine bio je model za Spomenik banu Jelačiću koji je naposljetku odbijen, a zadaća je povjerena bečkom kiparu Antonu Dominiku Fernkornu. Taj neuspjeli posao za hrvatsku prijestolnicu dovodi ga u vezu s Josipom Jurjem Strossmayerom, đakovačkim biskupom koji model otkupljuje. Biskup Strossmayer će kao mecena i ljubitelj umjetnosti odigrati važnu ulogu u životu Vatroslava Doneganija. Naručuje od njega svoju bistu koja će ostati jedino Doneganijevo djelo iz šezdesetih godina. Također, biskup prepoznaje talent u mladom Riječaninu i šalje ga na školovanje u Zavod sv. Jeronima u Rimu, da bi mu od 1867. godine povjerio nadgledanje gradnje, kao i izradu skulptura unutrašnjosti svoje historicističke prijestolnice u Đakovu.

## Đakovačka katedrala
Đakovačka je katedrala kao najvažnija historicistička sakralna građevina na našem području ideja biskupa Josipa Jurja Strossmayera. Biskup je sudjelovao u svakom segmentu njezine gradnje: od odabira arhitekata, kipara, stila gradnje, materijala, fresko majstora pa sve do ikonografskog programa. Kao obrazovan čovjek sa senzibilitetom za umjetnost, Strossmayer je znao što želi, a to je bila romanička građevina s gotičkom ornamentacijom u unutrašnjosti, što će Friedrich Schmidt, kao autor nacrta za ukrase i namještaj, poštovati u izvedbi. Gradnja katedrale trajala je petnaest godina (1866. – 1882.), a arhitekti su bili Karl Rösner i Friedrich Schmidt. Uzor za gradnju bile su romaničke građevine, prije svega bamberška katedrala, ali i ostale njemačke katedrale koje je Strossmayer vidio na svojim putovanjima Srednjom Europom pedesetih godina 19. stoljeća. U odabiru konačnog oblikovanja prijestolnice poslužio se i projektima Rösnerove crkve Sv. Ćirila i Metoda u Karlinu kraj Praga. Skulpturalni dio unutarnjeg uređenja izvodi se posljednjih godina gradnje, od 1875. do 1882. godine, gdje Donegani vodi glavnu riječ tako da će upravo njegov udio u kiparskom opusu katedrale biti najveći. Izvedba posla povjerena Doneganiju neće proći mirno. Naime, njegova sporost i lijenost izazvat će sukobe sa Strossmayerom. Moguće je da ga je konkurencija Ivana Rendića potaknula da ipak ubrza kiparske radove, no s druge strane biskup nikako nije bio zadovoljan stilskim odlikama Rendićeva rada u kojima je vidio previše utjecaja slikarstva, tako da je Donegani ostao glavni kipar đakovačke prijestolnice. Reljef Krista Spasitelja za zabat iznad glavnog portala bio je prvo dovršeno djelo, dok je skulpture na svim oltarima u katedrali, osim oltara svetog Ilije Georga Feursteina, kao i skulpture i reljefe propovjedaonice izradio sedamdesetih godina 19. stoljeća.

### Glavni oltar (1876. – 1878.)
Autor glavnog, kao i sporednih oltara je Friedrich Schmidt. Glavni oltar sastoji se od pozlaćenog četverostranog ciborija na čijem se vrhu nalazi još jedan ciborij manjih dimenzija. Dio kiparskog programa crkve koje je izradio Vatroslav Donegani predstavljaju četiri evanđelista na uglovima većeg ciborija i medaljoni s reljefima crkvenih otaca na zabatima istom ciboriju (Sv. Grgur Veliki, Sv. Ambroz, Sv. Augustin i Sv. Jeronim). Unutar manjeg ciborija nalazi se kip sv. Petra, a na samom vrhu anđeo s lancem kojim je Sveti Petar vezan i anđeo s križem na kojem je Sveti Petar razapet. Odlika tih djela izostanak je polikromije (osim u zlatnim detaljima), odnosno bjelina kojom kipar stvara određen kontrast s obzirom na bogato ornamentiranu pozadinu zidova građevine, čemu će težiti i pri izradi ostalih kipova sporednih oltara. 

### Pokrajnji oltari (od 1878. godine)
Oltari u apsidama transepta trodijelni su, a skulpture su smještene unutar gotičkih arhitektonskih okvira. Južna apsida sadrži oltar Sv. Demetrija, zaštitnika srijemske biskupije koji je pomalo idealistično prikazan kao vojnik u odori rimskog časnika, kao što je nekoć prikazivan Oktavijan August, s mučeničkom palminom granom u ruci. Uz njega su prikazani Sv. Kapistran, reformator franjevačkog reda i Sv. Juraj. Oltar u sjevernoj apsidi djelo je G. Feuersteina i sadrži monumentalni kip sv. Ilije koji, za razliku od Doneganijevih skladnih skulptura, svojom pokrenutošću izlazi iz gotičkog okvira oltara. 
Drugi par oltara nalazi se na zapadnom zidu slijeva i zdesna svetištu. Slično su koncipirani, no ovdje su kipovi smješteni u plitke niše. Desno se nalazi Oltar Blažene Djevice Marije gdje su prikazani Marija s djetetom i dva anđela s glazbalima, dok se na lijevoj strani nalazi Oltar Sv. Josipa s istoimenim svecem, Sv. Katarinom i Sv. Cecilijom. Posljednji par oltara smješten je u bočnim kapelama. Manji su i jednostavniji. Desno je Oltar Sv. Ivana Nepomuka, a pandan mu se nalazi slijeva, a to je Oltar Sv. Ćirila i Metoda. Nešto monumentalnije figure tih svetaca Doneganijeva su kasnija djela i vjerojatno najbolje skulpture koje je ostavio u katedrali.

### Propovjedaonica (od 1881. godine)
Propovjedaonica je kao arhitektonsko djelo u cjelini ideja Hermanna Bollea. Ona je šesterokutna s reprezentativnim pristupnim stubištem, smještena s desne strane oltara, a predstavlja skulpturalno najbogatiji komad namještaja u Strossmayerovoj stolnoj crkvi. Skulpturalni program sastoji se od šest gotovo punih skulptura u uglovima, čije uzore možemo pronaći u renesansi. Predstavljaju šest najvažnijih kršćanskih propovjednika Sv. Ivana Zlatoustog, Sv. Bernardina Sijenskog, Sv. Alfonza Liguoriskog, Sv. Antuna Padovanskog, Sv. Ignacija Loyolu i Sv. Tomu Akvinskog. Program upotpunjuju četiri plitka reljefa na ogradi propovjedaonice s prikazima scena iz života Krista i Bogorodice (Navještenje, Zaruke Marijine, Prikazanje u hramu i Raspeće).

### Reljefi izvana (od 1870. godine)
Reljefi u lunetama portala s prikazima Dobrog pastira, Veronikina rupca i Polaganja u grob, kako navode neki izvori, nastala su prema modelima koje je napravio Donegani, a izveo suradnik Čeh Tomo Wodička, nakon što ga je Strossmayer otpustio iz svoje službe 1884. godine.  Osim Wodičke na luneti glavnog portala radio je i Slovenac Alojz Gangl koji je dovršio reljef s prikazom Uskrsnuća. Lunete iznad ulaza u bočne kapele s prikazima Pilata koji pere ruke i Isusa koji pada pod križem djela su Ivana Rendića. 

## Ostali radovi
Iako mu je opus najvećim dijelom koncentriran oko Strosmayerove stolne crkve, Donegani je autor i dviju manjih grobnih plastika. To su spomenici za Strossmayerova brata Matu u Osijeku te za đakovačkog načelnika Josipa Siebera. Uz njih izradio je i model za spomenik srpskom knezu Mihajlu, inače Strossmayerovu bliskom prijatelju, predviđenom za Beograd koji je na natječaju odbijen. Osim opreme đakovačke katedrale izradio je i skulpturu Svetog Trojstva za crkvu u Sotinu 1876. godine te oltar za crkvu u Mikanovcima nekoliko godina kasnije. Sredinom osamdesetih radio je na restauraciji župne crkve sv. Jurja u Đakovu.

## Galerija
- sv. Ivan Nepomuk, đakovačka katedrala
- Krist Spasitelj na pročelju đakovačke katedrale
- skulpture propovjedaonice đakovačke katedrale
- prikaz jednog od crkvenih otaca na ciboriju glavnog oltara đakovačke katedrale
- sv. Dimitrije, đakovačka katedrala
- sv. Ćiril i Metod, đakovačka katedrala
- skulpture glavnog oltara đakovačke katedrale
- oltar sv. Josipa, đakovačka katedrala
- sv. Ivan Kapistran, đakovačka katedrala